# Generatore di forme d'onda

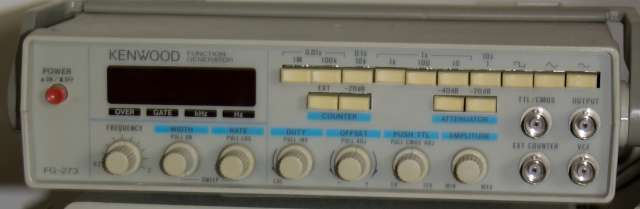
Tipico generatore di forme d'onda.

Esempio delle più comuni forme d'onda.

Un generatore di funzioni o formatore d'onda è uno strumento elettronico in grado di generare segnali di diversa forma, solitamente le forme d'onda più comuni sono: sinusoidale, simil-impulsiva, onda quadra, rettangolare, rampa, a dente di sega, triangolare, a gradini, ecc.

## Descrizione
Il generatore permette di agire su parametri quali la frequenza, l'ampiezza e l'eventuale duty cycle del segnale.
Sistemi di generazione più avanzati usano il metodo Direct Digital Synthesis (DDS) per ottenere le forme d'onda.
Tutti questi segnali trovano larga applicazione in generale nei circuiti elettronici ed elettrici. I segnali impulsivi e le onde quadre sono impiegati per il comando di trigger o per fornire il clock ad altri circuiti. Il segnale a rampa costituisce la base tempi in alcune modalità di funzionamento di molti oscilloscopi analogici e nei vecchi ricevitori televisivi analogici e viene usata come tensione di confronto nei modulatori di larghezza di impulso (PWM).

## Altri significati
Un altro tipo di generatori di forme d'onda sono quei sistemi in grado di generare un'uscita proporzionale al segnale in ingresso secondo alcune funzioni matematiche. Per esempio, l'uscita può essere proporzionale alla radice quadrata dell'ingresso. Questi dispositivi sono utilizzati nei sistemi a controreazione e nei computer analogici. Un generatore di funzioni realizzato su circuito integrato monolitico con sigla ICL8038 (che può anche essere utilizzato come l'oscillatore controllato in tensione, in inglese Voltage Controlled Oscillator - VCO) può essere impiegato per generare un'onda triangolare, una quadra, una a dente di sega e finanche una sinusoidale, tutte contemporaneamente.